# Blake Harrison
Blake Harrison (Greenwich, 23 de julio de 1985) es un actor inglés. Es conocido por interpretar a Neil Sutherland en la comedia E4 ganadora del BAFTA The Inbetweeners y, más recientemente, como 'Medium' Dan, en la comedia de ITV Kate & Koji.

## Carrera
Harrison protagonizó tres series y dos películas posteriores de la multipremiada comedia The Inbetweeners. El otro trabajo televisivo de Harrison incluye las comedias de BBC Three Way to Go y Him & Her, y Big Bad World de Comedy Central, The Bleak Old Shop of Stuff, y The Bill. Harrison también protagonizó las tres temporadas de The Increasingly Poor Decisions of Todd Margaret, creada por David Cross.
Su obra teatral incluye End of the Pier en el Park Theatre en 2018, Step 9 of 12 en los Estudios Trafalgar, Londres en 2012 y The Accidental Lives of Memories en el White Bear Theatre. Su trabajo cinematográfico incluye Keeping Rosy con Maxine Peake, Madness in the Method y Re-Uniting the Rubins con Timothy Spall; también protagonizó Her Eyes Met With Mine, un cortometraje de Slightly Ajar Productions.
En 2014, interpretó a Alfie en la comedia de ITV Edge of Heaven. Harrison también proporcionó la voz de Scoop en las versiones británica y estadounidense del reinicio de 2015 de la serie de televisión infantil británica Bob the Builder. Interpretó el papel del soldado Pike en la nueva versión cinematográfica de Dad's Army del 2016. En 2018 dirigió el premiado cortometraje Hooves of Clay, que también protagonizó junto a Rebecca Humphries. Posteriormente interpretó a Andrew Newton en A Very English Scandal.
En 2020, fue elegido como 'Medium' Dan en la comedia de ITV Kate & Koji.

## Vida personal
Harrison está casado con Kerry Ann Lynch. Viven en Kent y tienen dos hijos, una niña y un niño. Harrison es fanático del Millwall FC Asistió al Bacon's College en Rotherhithe, al sur de Londres.
En 2018, Harrison anotó el gol de penalti de la victoria en el evento benéfico Soccer Aid.

## Filmografía

### Películas
| Año  | Título                                   | Papel           | Notas                  |
| ---- | ---------------------------------------- | --------------- | ---------------------- |
| 2010 | Reuniting the Rubins                     | Nick            |                        |
| 2011 | Mancrush                                 | Will            | Cortometraje           |
| 2011 | The Inbetweeners Movie                   | Neil Sutherland |                        |
| 2014 | Keeping Rosy                             | Roger           |                        |
| 2014 | Queen of Diamonds                        | Bench Guy       | Cortometraje           |
| 2014 | The Inbetweeners 2                       | Neil Sutherland |                        |
| 2016 | Dad's Army                               | Cabo Pike       | [ 5 ]                  |
| 2017 | Bob the Builder: Mega Machines           | Scoop (Voice)   |                        |
| 2018 | Agatha and the Truth of Murder           | Travis Pickford | Película de televisión |
| 2020 | Agatha and the Midnight Murders          | Travis Pickford | Película de televisión |
| 2020 | Jack and the Beanstalk: After Ever After | Dodgy Dave      | Película de televisión |
| 2021 | The Kindred                              | Greg Tullet     |                        |

### Televisión
| Año             | Título                                           | Papel            | Notas                          |
| --------------- | ------------------------------------------------ | ---------------- | ------------------------------ |
| 2008            | The Bill                                         | Pete Monks       | 2 episodios                    |
| 2008–2010       | The Inbetweeners                                 | Neil Sutherland  | 18 episodios                   |
| 2010–2011       | Him & Her                                        | Barney           | 2 episodios                    |
| 2010–2012; 2016 | The Increasingly Poor Decisions of Todd Margaret | Dave             | 17 episodios                   |
| 2011            | Day of the Match Aka Halftime                    | Danny            | Piloto                         |
| 2011–2012       | White Van Man                                    | Ricky            | 3 episodios                    |
| 2012            | Bleak Old Shop of Stuff                          | Smalcolm         | 3 episodios                    |
| 2012            | Comedy Showcase                                  | Steve Lawson     | Episodio: "The Function Room"  |
| 2012            | Them From That Thing                             | Various roles    | 2 episodios                    |
| 2013            | Way to Go                                        | Scott            | 6 episodios                    |
| 2013            | Big Bad World                                    | Ben Turnbull     | 8 episodios                    |
| 2014            | Edge of Heaven                                   | Alfie            | 6 episodios                    |
| 2014            | Homeboys                                         | David            | Piloto                         |
| 2015            | Tripped                                          | Danny            | 4 episodios                    |
| 2015–2018       | Bob the Builder                                  | Scoop (voz)      | Protagonista                   |
| 2016            | Houdini y Doyle                                  | Lyman Biggs      | Episodio: "Spring-Heel'd Jack" |
| 2017            | Prime Suspect 1973                               | DS Spencer Gibbs | 6 episodios                    |
| 2017            | Trust Me                                         | Karl             | 4 episodios                    |
| 2018            | A Very English Scandal                           | Andrew Newton    | 2 episodios                    |
| 2019            | Crimen en el paraíso                             | Theo Roberts     | Serie 8 Episodio 2             |
| 2019            | The Inbetweeners: Fwends Reunited                | Él mismo         | 1 episodio (especial)          |
| 2019–presente   | World on Fire                                    | Stan Raddings    |                                |
| 2020–2022       | Kate & Koji                                      | 'Medium' Dan     |                                |
| 2020–2021       | The Great                                        | Coronel Svenska  | 3 episodios                    |
| 2021            | Doctor Who                                       | Namaca           | 1 episodio                     |
| 2022            | The Great Celebrity Bake Off for SU2C            | Él mismo         | 1 episodio                     |
| 2022            | I Hate Suzie                                     | Danny Carno      | 2 episodios                    |
| 2023            | Still Up                                         |                  |                                |